# Tillämpad kinesiologi

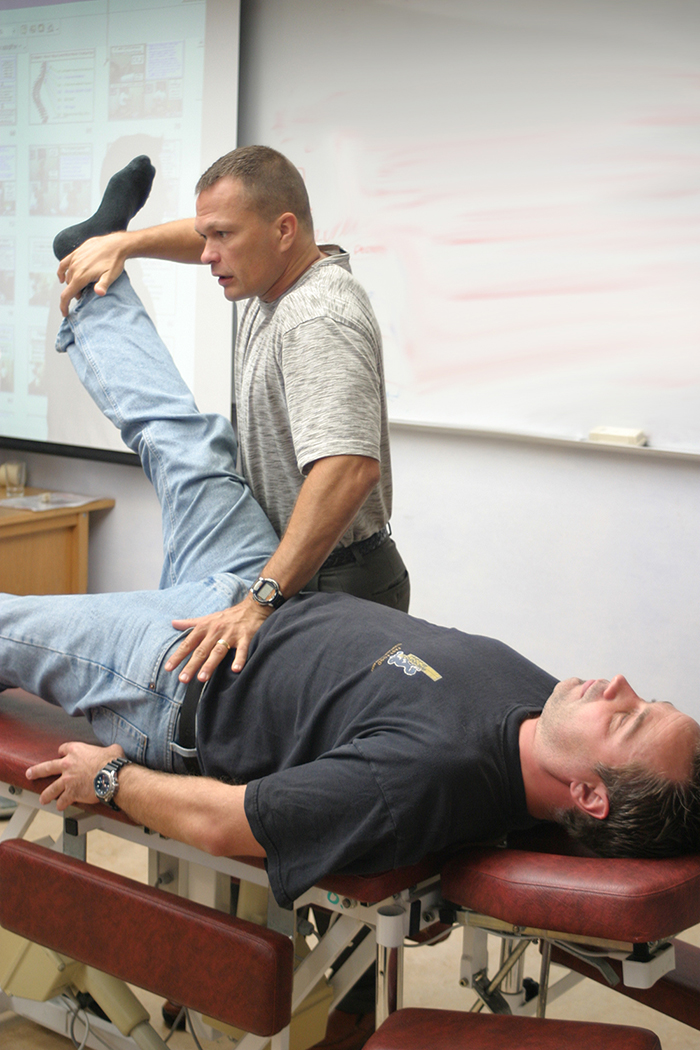
MMT Manuell muskeltestning av M. psoas major inom fysioterapi och tillämpad kinesiologi

Tillämpad kinesiologi ("Applied kinesiology") grundades 1964 är en omfattande terapeutisk metod inom amerikansk kiropraktik där man använder testning av muskelstyrkan för optimalt terapival. Enligt användarna av denna metod anser man att det ger information om kroppens funktionella status. Tillämpad kinesiologi tillhör komplementärmedicinen och är skild från akademisk kinesiologi, som är det vetenskapliga studiet av biomekanik och människans rörelser inom sport och idrott. 
Den diagnostiska delen inom Tillämpad kinesiologi har kritiserats på teoretiska och empiriska grunder som pseudovetenskap. En genomgång av referentgranskade studier ledde till slutsatsen att det hittills inte finns några evidens som skulle tyda på att den diagnostiska delen inom tillämpad kinesiologi skulle kunna användas för diagnos av organiska sjukdomar eller pre- eller subkliniska tillstånd. 
Andra studier har jämfört manuell muskeltestning och EMG (elektromyografi) och fann ett samband mellan dessa två undersökningsmetoder.. Tillämpad kinesiologi använder i sin terapeutiska behandling kiropraktik, massage, akupunktur, näringsmedicin, kostterapi och olika neuromotoriska behandlingar.

## American Chiropractic Association
Enligt American Chiropractic Association 2003 var Tillämpad kinesiologi (Applied kinesiology) den 10:e mest använda kiropraktiska tekniken i USA, med 37.6% av alla utbildade kiropraktorer som använde Tillämpad kinesiologi och 12.9% av alla patienter som behandlades med det.
Anhängare av Tillämpad kinesiologi anser att det är en neurofysiologisk terapeutisk metod som påverkar både det autonoma och motoriska nervsystemet.
Kritiker av Tillämpad kinesiologi anser att det (liksom annan komplementär medicin och alternativmedicin) är en pseudovetenskap och att den medicinska effekten enbart beror på placeboeffekten.